# Carlo Ceppi

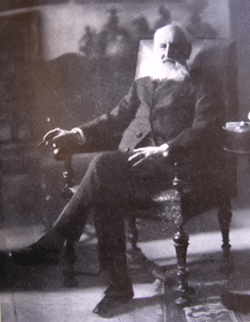
Carlo Ceppi im 1915/20

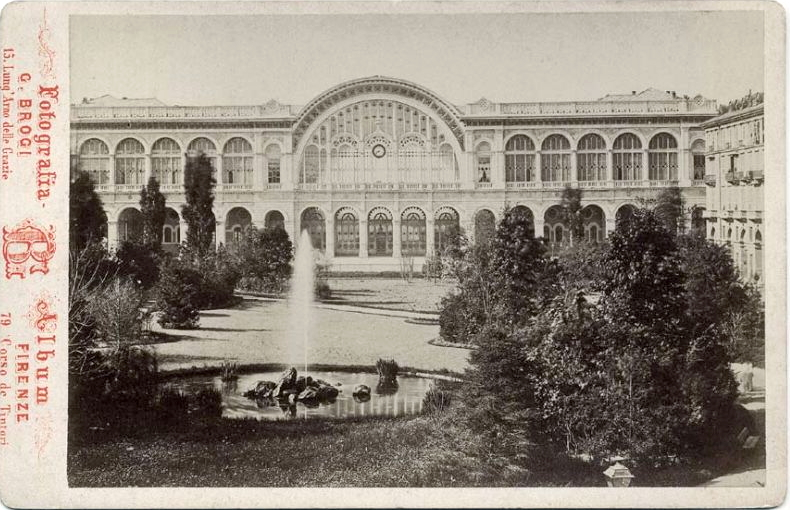
Die Stazione di Porta Nuova

Carlo Ceppi (* 11. Oktober 1829 in Turin; † 9. November 1921 ebenda) war ein italienischer Architekt.

## Leben
Ceppi schloss sein Studium bei Carlo Promis 1851 ab. Neben Architektur war Hydraulik sein Fachgebiet. Er arbeitete zunächst bei Severine Grattoni. 1857 wurde er Assistenzprofessor an der Militärakademie. Als 1861 ein Wettbewerb für eine neue Fassadengestaltung der Kathedrale Santa Maria del Fiore in Florenz veranstaltet wurde, beteiligte er sich. Er war unter den Gewinnern, verfolgte seine Pläne jedoch nicht weiter, als ein zweiter Wettbewerb ausgeschrieben wurde, sondern widmete sich den Entwicklungen in Turin. Ab 1861 war er mit Alessandro Mazzucchetti am Entwurf der Stazione di Porta Nuova Centrale beteiligt, die 1868 fertiggestellt wurde. 1878 baute er den Palazzo Ceriana an der Piazza Solferino. 1880/81 war er an der Erweiterung des bekannten Friedhofs Cimitero monumentale di Torino beteiligt, 1887 baute er für Teresa Racca einen eklektizistischen Palazzo, der heute als Palazzo Ceppi bekannt ist. Das Monument für Teresa Denina Sinco plante er zusammen mit Odoardo Tabacchieri 1890/91. 1892 schuf er den Palazzo Bellia. Ceppi schuf auch Anlagen wie die Fontana dei dodici mesi, einen Brunnen, der mit allegorischen Figuren der zwölf Monate geschmückt war. Bauten Ceppis waren auf der Esposizione generale italiana 1898 in Turin und auf der Weltausstellung 1900 in Paris vertreten.
Ein Jahr lang – von 1869 bis 1870 – lehrte er Architektur an der Ingenieursschule, ab 1893 hatte er eine Professur für Architektur inne. War Ceppi selbst noch der englischen Neogotik verpflichtet, so wurde sein Schüler Pietro Fenoglio ein Hauptvertreter des Jugendstils in Italien.
In Turin ist eine Straße nach Ceppi benannt.